# Список государственных заповедников Кыргызстана
Государственные заповедники Кыргызстана — уникальные или наиболее типичные для географических зон участки территории, изъятые из хозяйственного пользования для сохранения и изучения природного комплекса. Целью деятельности заповедника служит также восстановление ценных животных и растений. Государственные заповедники полностью освобождены от экономической деятельности человека. Запрещен лов рыбы, охота, сбор всех видов растений.
По состоянию на 2019 год на территории Кыргызстана действовало 9 государственных природных заповедника, суммарной площадью 0,541 млн га или 2,7 % от общей площади страны.

## Список государственных заповедников
В данной таблице государственные заповедники расположены в хронологическом порядке их организации.
| # | Изображение | Название                                             | Год создания | Площадь, га | Область                 |
| - | ----------- | ---------------------------------------------------- | ------------ | ----------- | ----------------------- |
| 1 |             | Иссык-Кульский государственный заповедник            | 1948         | 19 661      | Иссык-Кульская область  |
| 2 |             | Сары-Челекский государственный биосферный заповедник | 1959         | 23 868      | Джалал-Абадская область |
| 3 |             | Беш-Аральский государственный заповедник             | 1979         | 112 018     | Джалал-Абадская область |
| 4 |             | Нарынский государственный заповедник                 | 1983         | 91 023,5    | Нарынская область       |
| 5 |             | Каратал-Жапырыкский государственный заповедник       | 1994         | 36 449      | Нарынская область       |
| 6 |             | Сарычат-Эрташский государственный заповедник         | 1995         | 134 140     | Иссык-Кульская область  |
| 7 |             | Падышатинский государственный заповедник             | 2003         | 30 556,4    | Джалал-Абадская область |
| 8 |             | Кулунатинский государственный заповедник             | 2004         | 27 434,2    | Ошская область          |
| 9 |             | Сурматашский государственный заповедник              | 2009         | 66 194      | Баткенская область      |

Природный парк Кара-Буура, располагающийся в Таласской области, до 2012 года имел статус заповедника. Дашманский природный парк до 2018 года, располагающийся в Джалал-Абадской области, до 2018 года имел статус заповедника.